# Rood Klooster

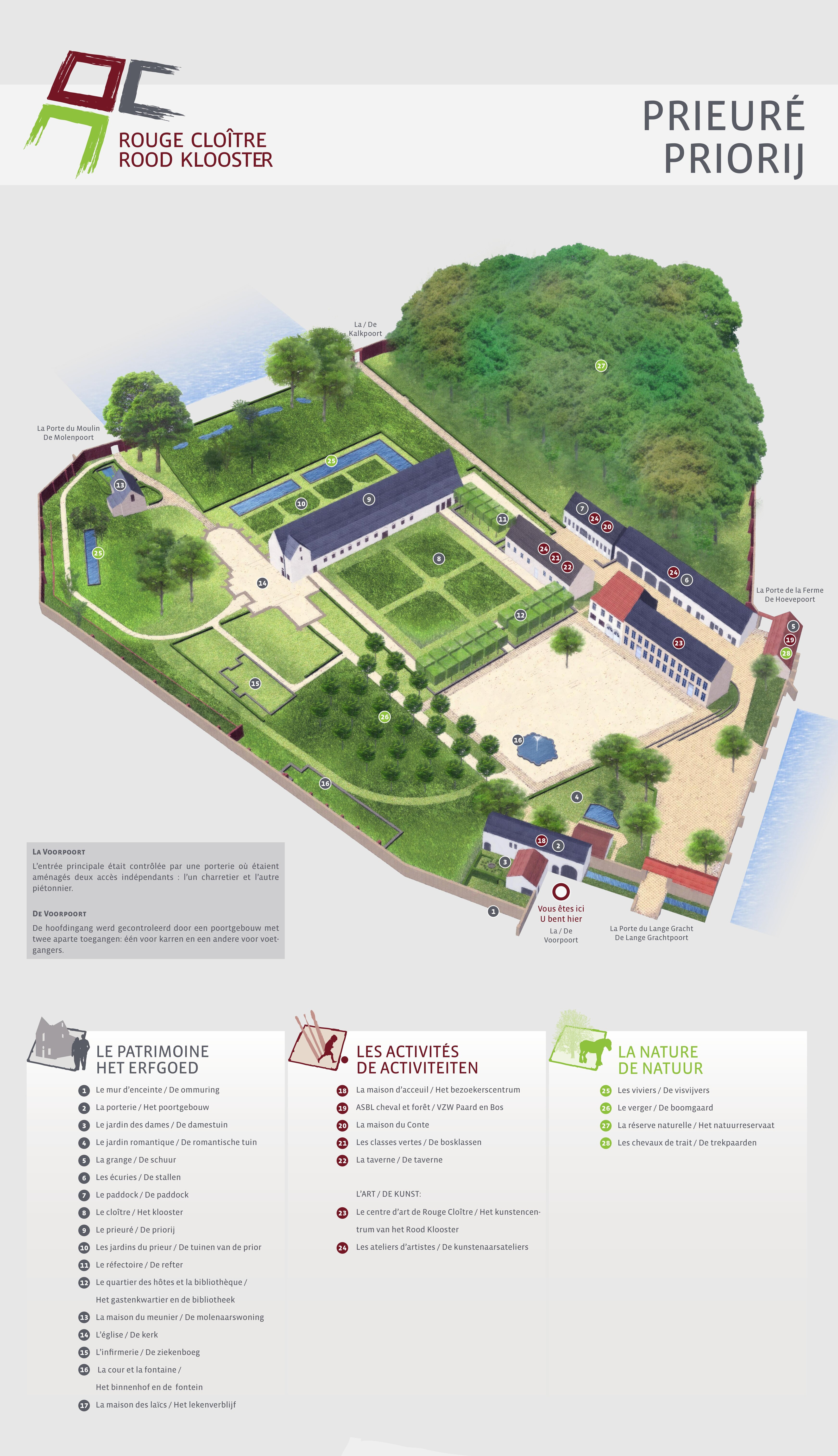
Overzichtsillustratie van het Rood Klooster

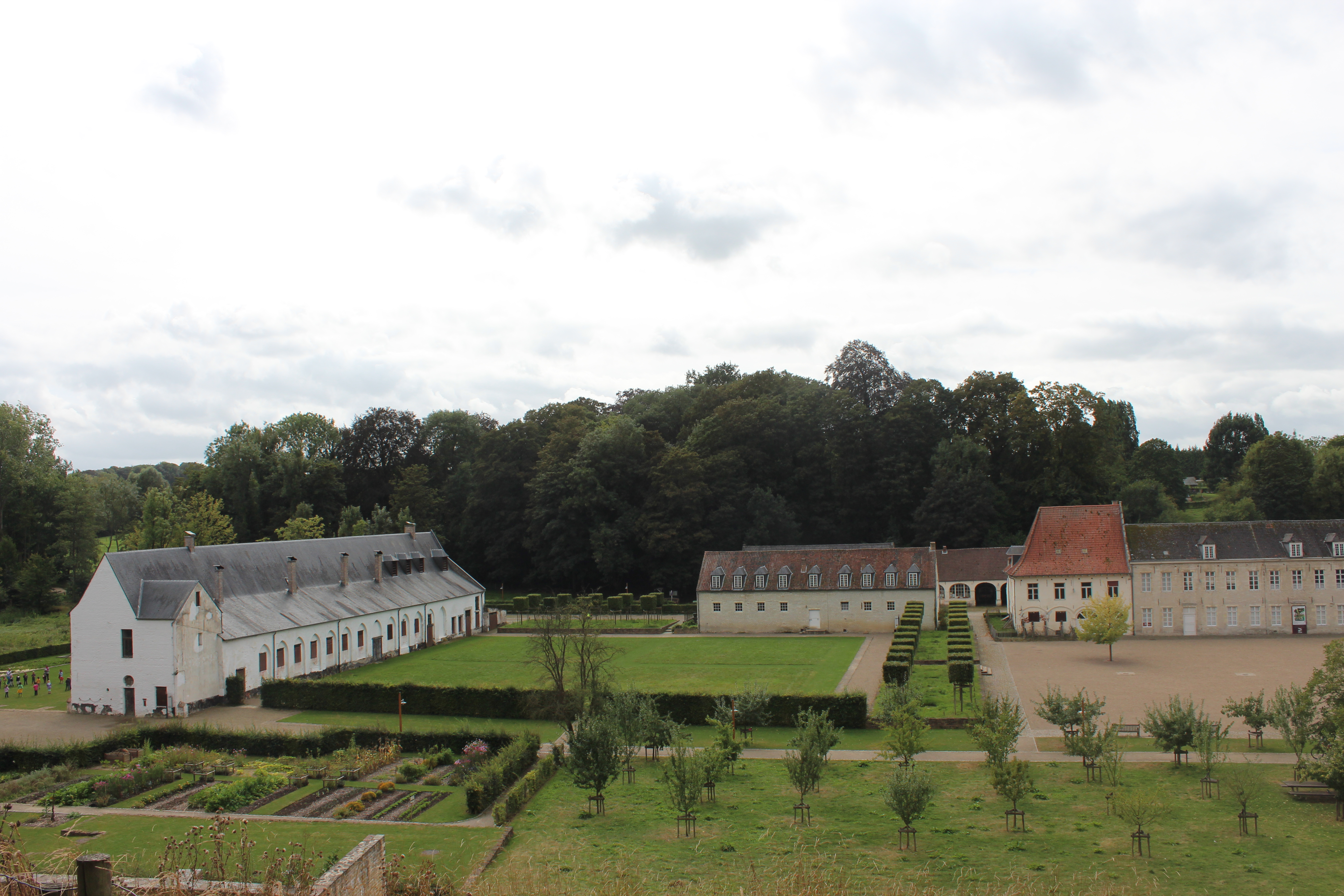
Diverse kloostergebouwen

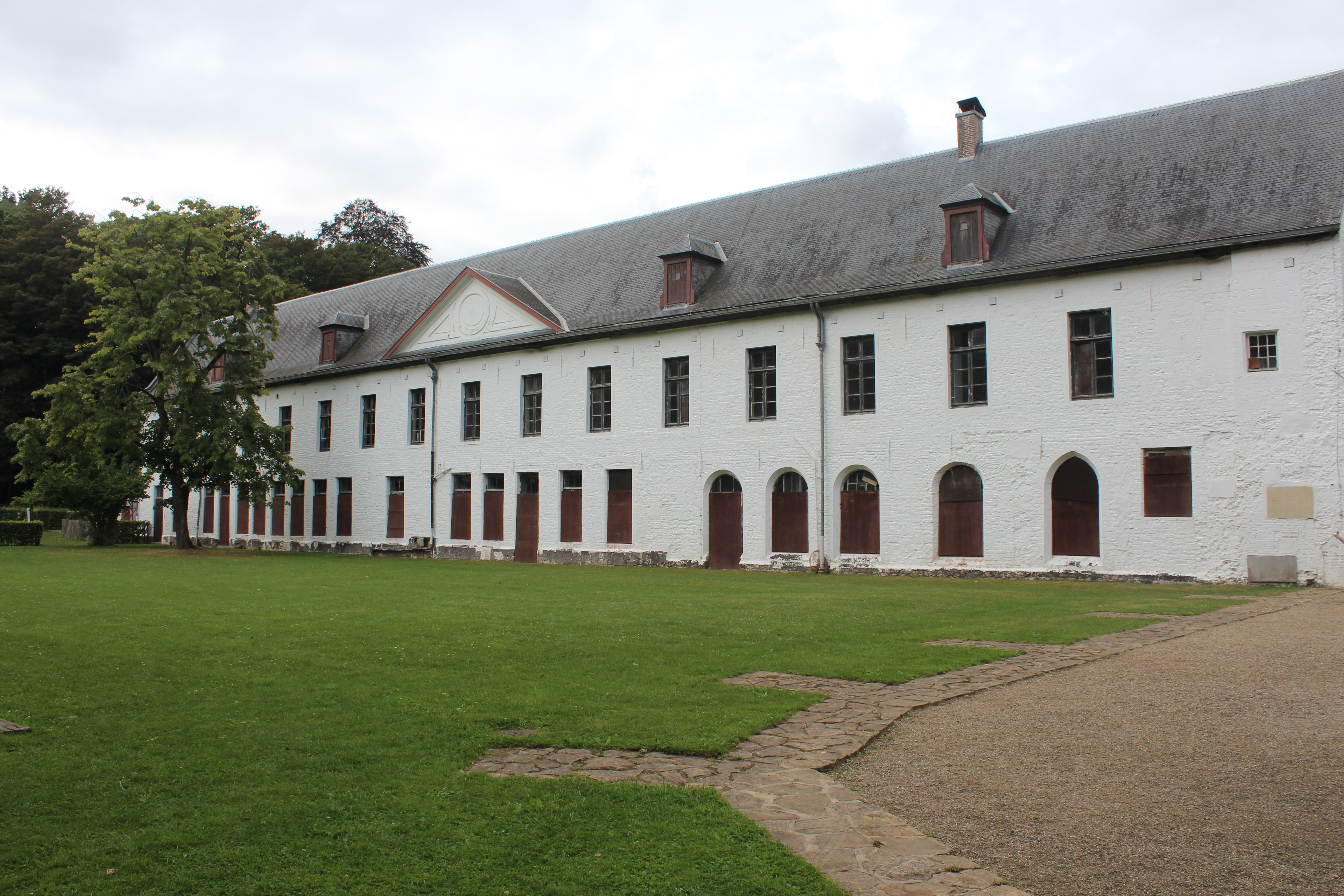
Priorhuis, met in de voorgrond het tracé van de afgebrande kloosterkerk

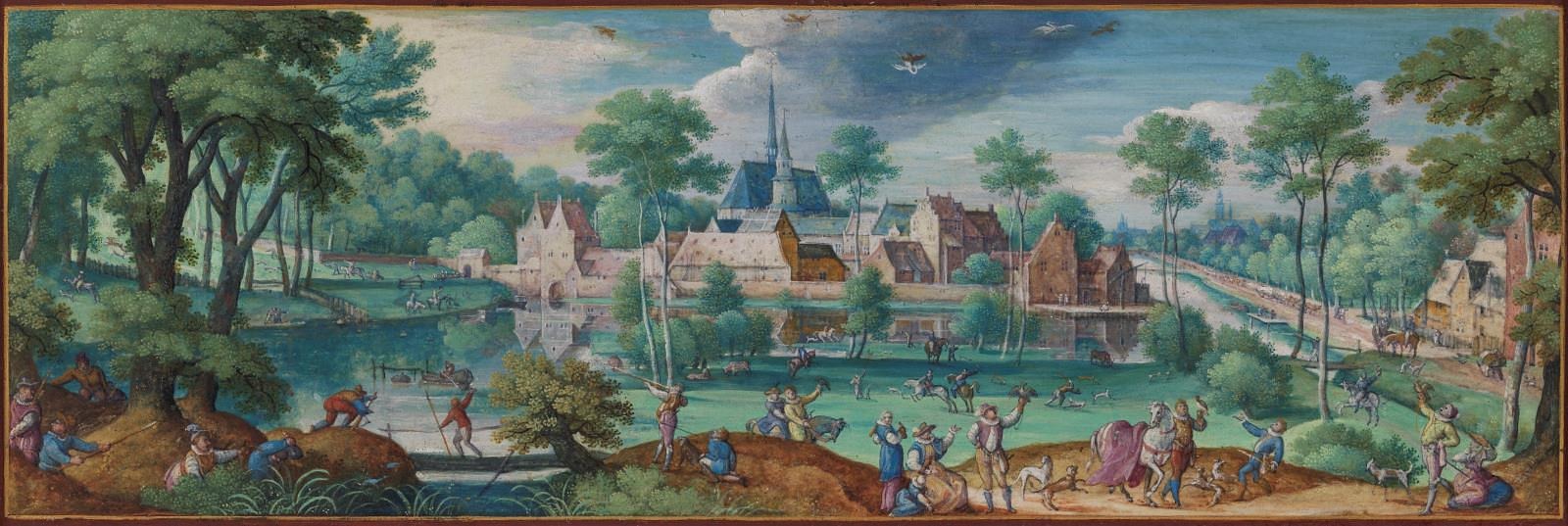
Valkenjacht bij het Rood-Klooster (Hans Bol, 1591)

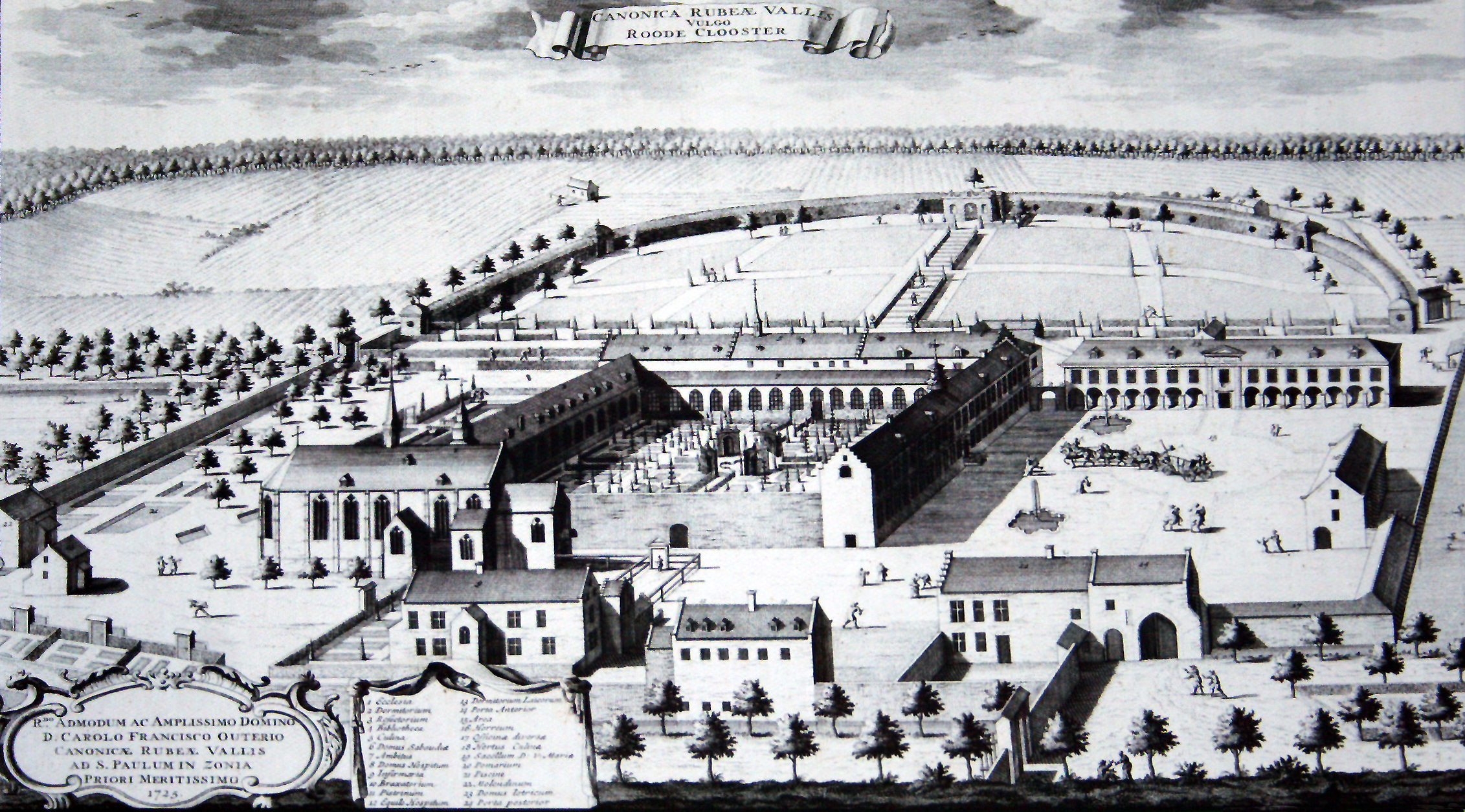
Het Rood Klooster in 1725

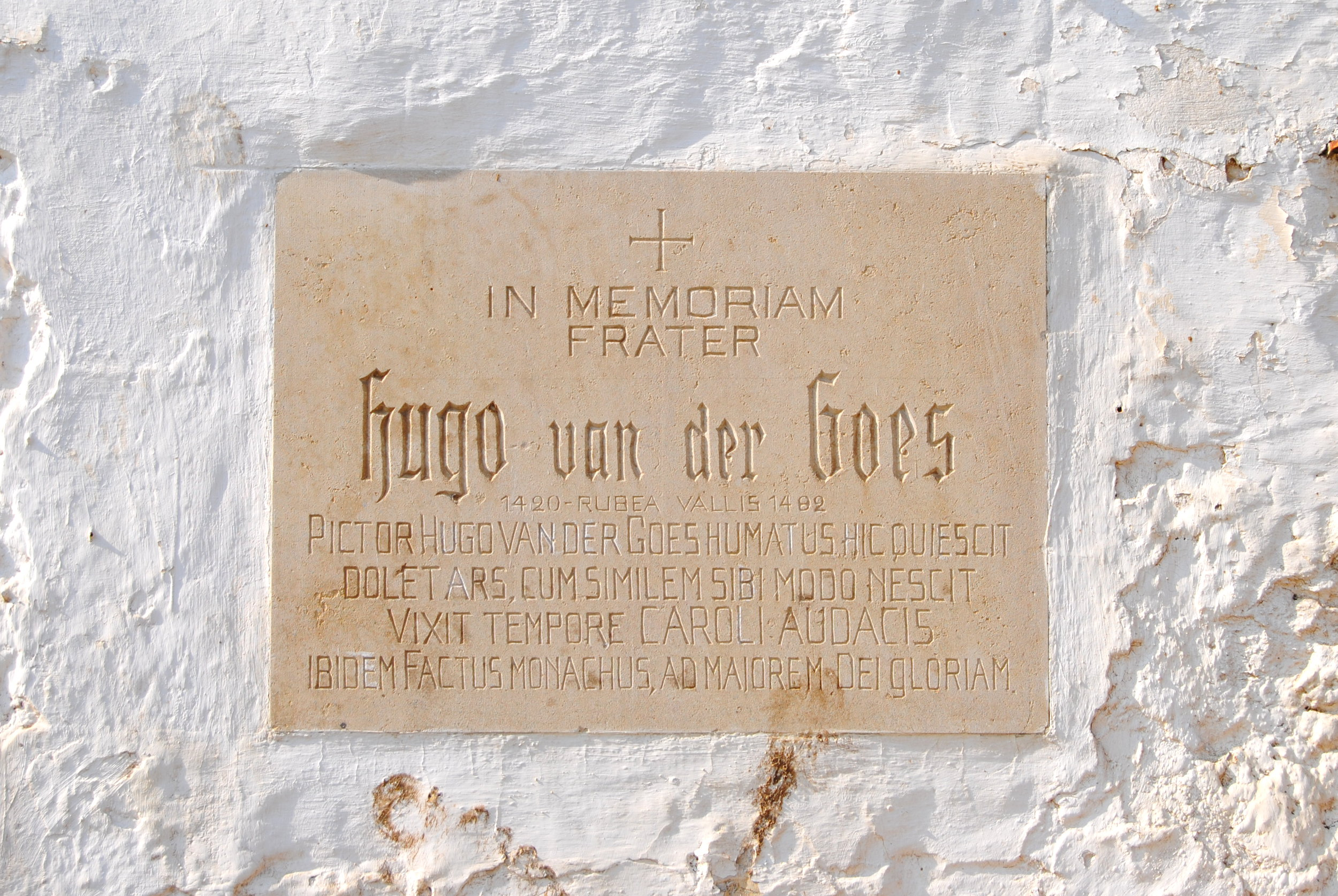
Gedenkplaat Hugo van der Goes

Het Rood Klooster of Sint-Paulusklooster (Frans: Rouge-Cloître; Latijn: Rubea vallis) is een voormalige augustijner priorij in de Brusselse gemeente Oudergem. Het werd in 1368 gesticht in het Zoniënwoud en behoorde tot de Congregatie van Windesheim. Na de opheffing eind 18e eeuw is de kloosterkerk door brand verwoest. Het domein is eigendom van het Brussels Hoofdstedelijk Gewest en werd in 1997-2007 heraangelegd.

## Geschiedenis
Omstreeks 1350 leefde Aegidius Oliveri als kluizenaar in het gebied. Zijn kluis aan Ten Brugsken (Bruxkens Cluse) kreeg geregeld bezoek van Willem Daneels, kapelaan in de Sint-Goedelekerk, en van Walter van der Molen. Het drietal begon een kleine gemeenschap en kreeg in 1367 toestemming van hertogin Johanna van Brabant om zich te vestigen bij de Clabotsborre.
De naam Roode Cluyse die aan het houten optrekje werd gegeven, werd volgens sommigen ontleend aan de kleur van de laag gemalen baksteen waarmee het was bedekt. Een meer wetenschappelijke verklaring voor de naam is de ligging op een open, gerooide plaats in het bos (een 'ro' of 'rode'), zoals bij het nabijgelegen Sint-Agatha-Rode, of Gruitrode, Herkenrode, Sint-Oedenrode, Rolduc enzovoort. Een derde (minder waarschijnlijke) mogelijkheid is de betekenis kruis, vergelijk het Oudengelse rood (van het proto-Germaanse rodo). In het Oudengels was dit het enige woord voor het Kruis van Christus.
Na zes jaar als kluizenaars te leven, werd in 1374 de Regel van Augustinus aangenomen en werd de kluizenarij een priorij: Willem Daneels werd prior, medepriesters Godefried van den Lare en Henricus de Angulo werden augustijn, leek Walter van der Molen werd lekenbroeder. In 1381-1384 bouwde hofarchitect Adam Gherijs de kloosterkerk.
In 1412 sloot de gemeenschap zich aan bij de Congregatie van Windesheim, die dicht stond bij de Moderne Devotie. Toch duurde het nog tot 1438 vóór een strikte clausuur werd aangenomen. In 15e eeuw kende de priorij een sterke uitbreiding. Ze verzamelde een belangrijke bibliotheek, deels door het eigen scriptorium, deels door kopiisten uit het Kartuizerklooster van Herne in te schakelen. De kunstschilder Hugo van der Goes leefde en werkte er tijdens de laatste jaren van zijn leven. Hij overleed er, na aanvallen van melancholie, in 1482 of 1483. 
In 1488 zagen de kloosterlingen zich een eerste keer gedwongen hun priorij te verlaten wegens de opstand tegen Maximiliaan. In 1511 breidden ze de kerk fors uit door de koorzijde te herbouwen, maar tijdens de Tachtigjarige Oorlog waren er opnieuw diverse plunder- en vluchtepisodes. De terugkeer van de kanunniken in 1607 belette niet dat ze in 1635 weer werden aangevallen. In 1679-1683 was er een intern conflict, dat tot afzetting van de prior leidde.
Het klooster werd opgeheven ingevolge het edict op de onnutte kloosters van keizer Jozef II (1783). Waardevolle voorwerpen werden in beslag genomen of gestolen. Zo kwamen veel boeken in de keizerlijke bibliotheek in Wenen terecht, andere bij particulieren. Het marmeren altaar uit 1635-1638 viel toe aan de Onze-Lieve-Vrouw-ten-Poelkerk van Tienen. Zes jaar later, na de Brabantse Omwenteling, konden de religieuzen het klooster terugkopen van de Staten van Brabant. Maar goed twee jaar later, na de Slag bij Jemappes, werd het weer bezet en geplunderd door de Franse revolutionaire troepen. Het definitieve einde kwam nadat Frankrijk de Zuidelijke Nederlanden in 1795 annexeerde. Zoals vele kerken en kloosters werd ook het Rooklooster verkocht als nationaal goed. In 1834 woedde een zware brand die de kloosterkerk verwoestte.
Het domein kwam in 1910 in handen van de Belgische staat. Het werd als monument geklasseerd in 1959, en werd eigendom van het Brussels Hoofdstedelijk Gewest. 
Verscheidene kunstschilders kwamen voor hun landschappen regelmatig werken in de omgeving van het Rood Klooster, onder meer Louis Clesse (naar wie ook een straat werd genoemd in Oudergem), Maurice Blieck, Willem Battaille, Théodore Baron, René Stevens, Gabriel Van Dievoet en Eugène Plasky (zie hiervoor ook School van het Rooklooster).

## Landschap en natuur
Ondanks (of net dankzij) jarenlange verwaarlozing is het Rood Klooster wegens zijn uniek karakter, pittoresk landschap en toegangspoort tot het Zoniënwoud, een populaire plaats voor wandelaars. Het Rood Klooster is een van de vijf natuurreservaten die het Zoniënwoud rijk is en bijzonder waardevol wat zeldzame (wilde) plantensoorten betreft.

### Flora
Bostype is het eiken-haagbeukenbos, met uitgestrekte vlekken wilde hyacint en lokaal ook wilde narcis. Naast bosanemoon, gewone salomonszegel, bosbingelkruid en witte rapunzel, vindt men er ook de zeldzamere zwartblauwe rapunzel. De kalkrijke bodem is vermaard, met voorkomen van struikhei, spekwortel, vingerzegge, zeegroene zegge, wolfskers, ruig klokje, heelkruid, eenbes, keverorchis, wilde liguster, Spaanse aak en wilde kardinaalsmuts. Ook vogelnestje kwam voor, maar werd de laatste jaren niet meer waargenomen.

### Fauna
Naast de algemenere amfibieën als gewone pad, bruine kikker, alpenwatersalamander, kleine watersalamander en vinpootsalamander, treft men er ook de zeldzame vuursalamander. Verder ook soorten als baardvleermuis, bosvleermuis, ruige dwergvleermuis, grootoorvleermuis, en watervogels als fuut, kuifeend, tafeleend, wintertaling, blauwe reiger, aalscholver en ijsvogel.

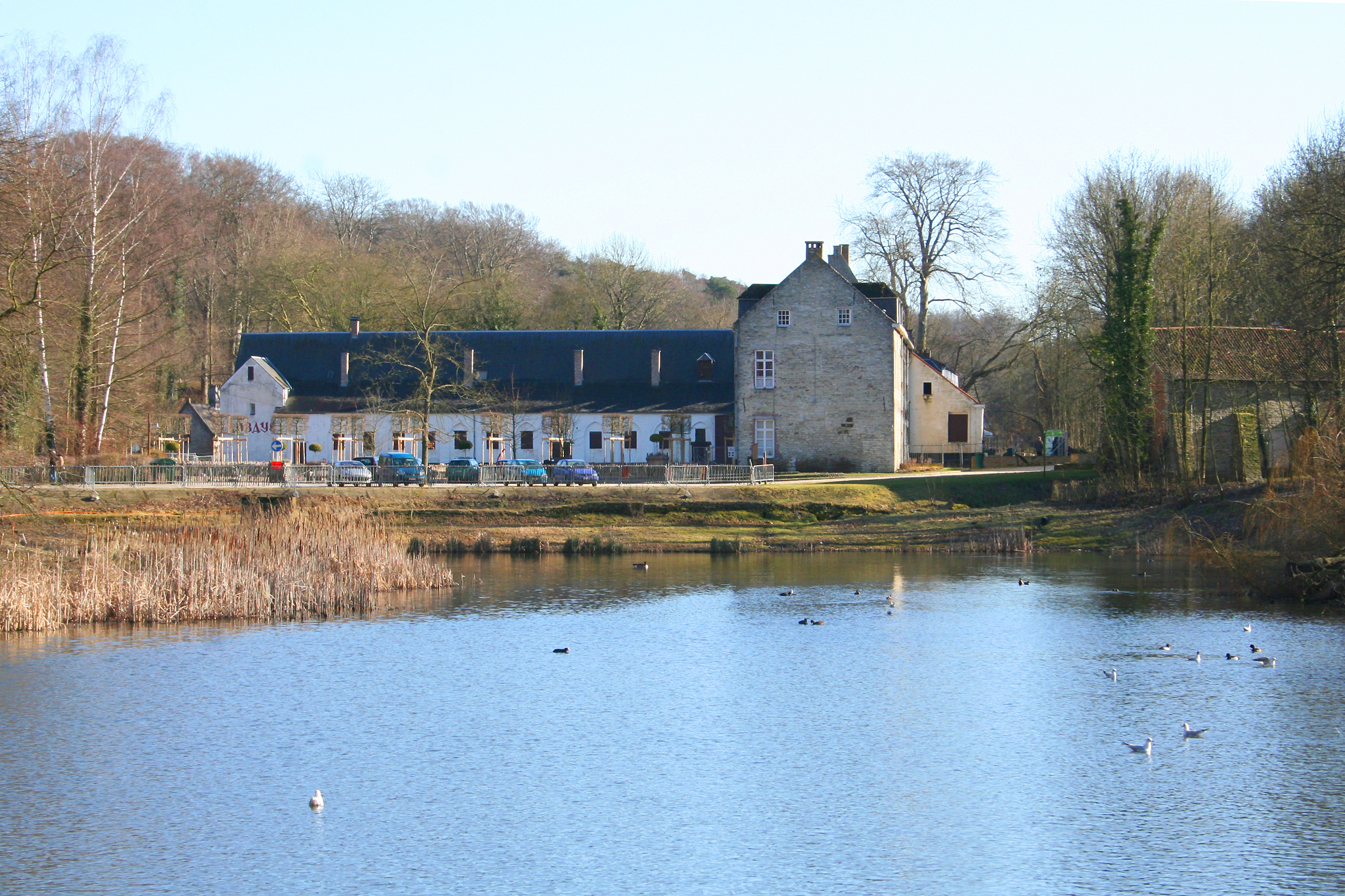
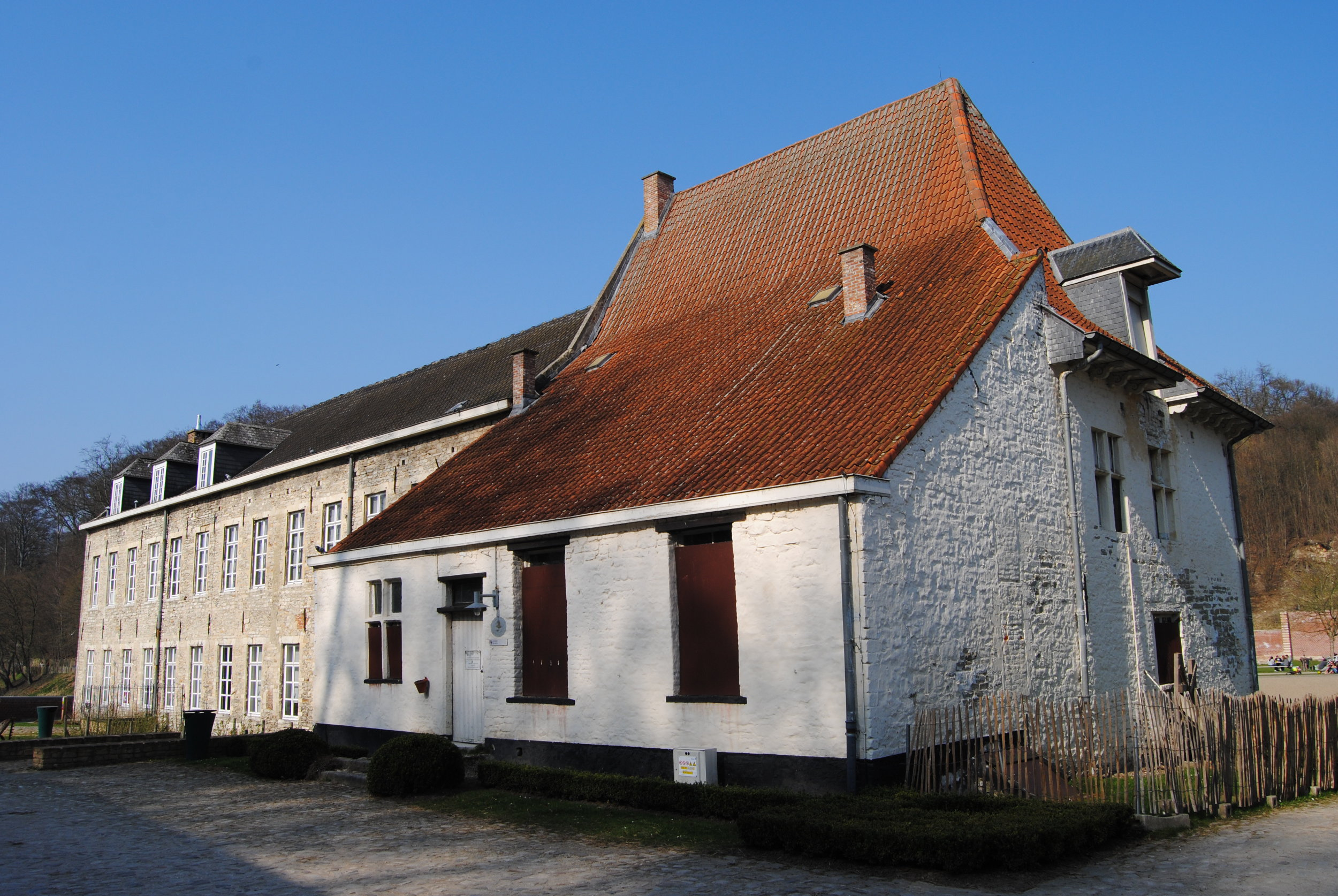
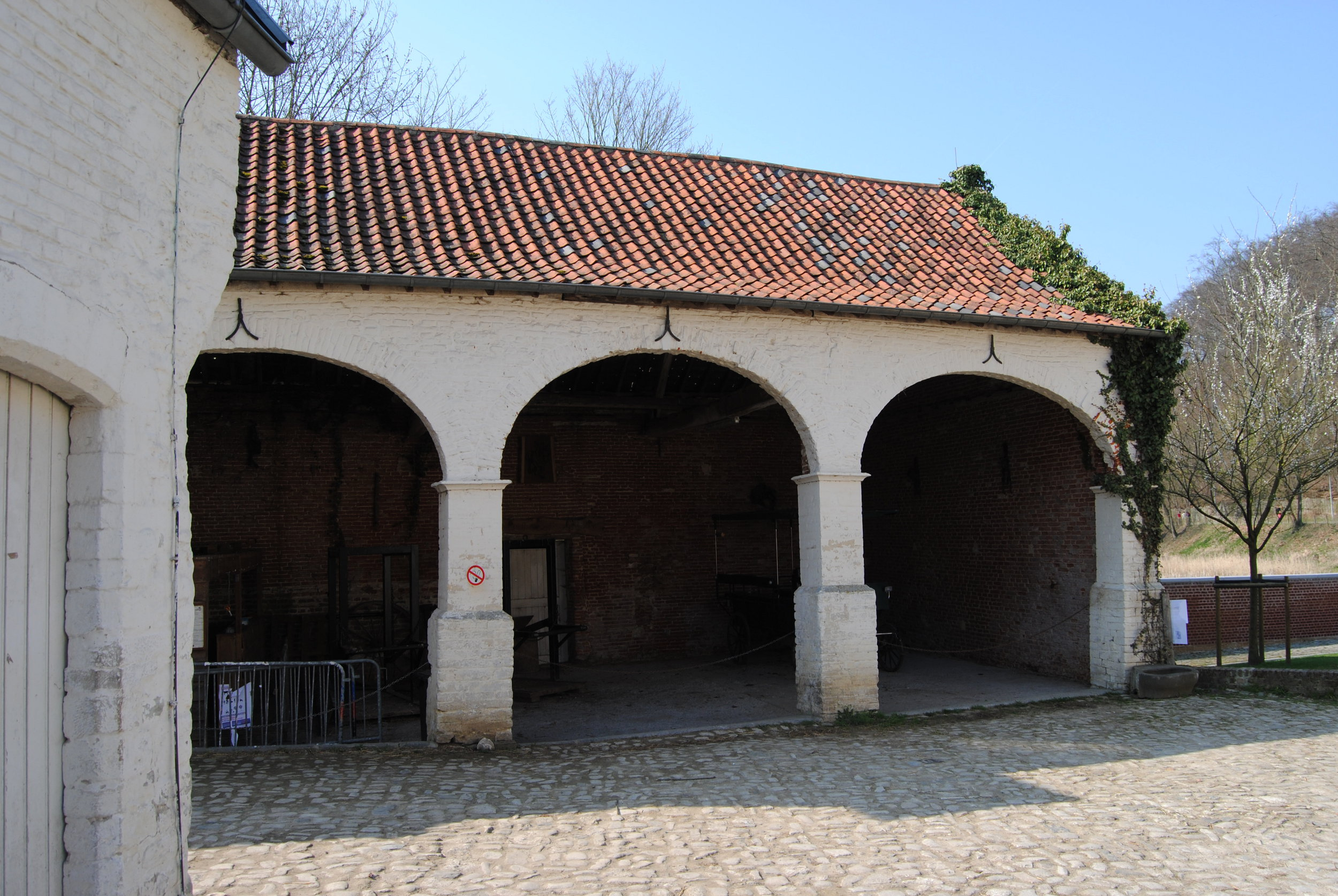
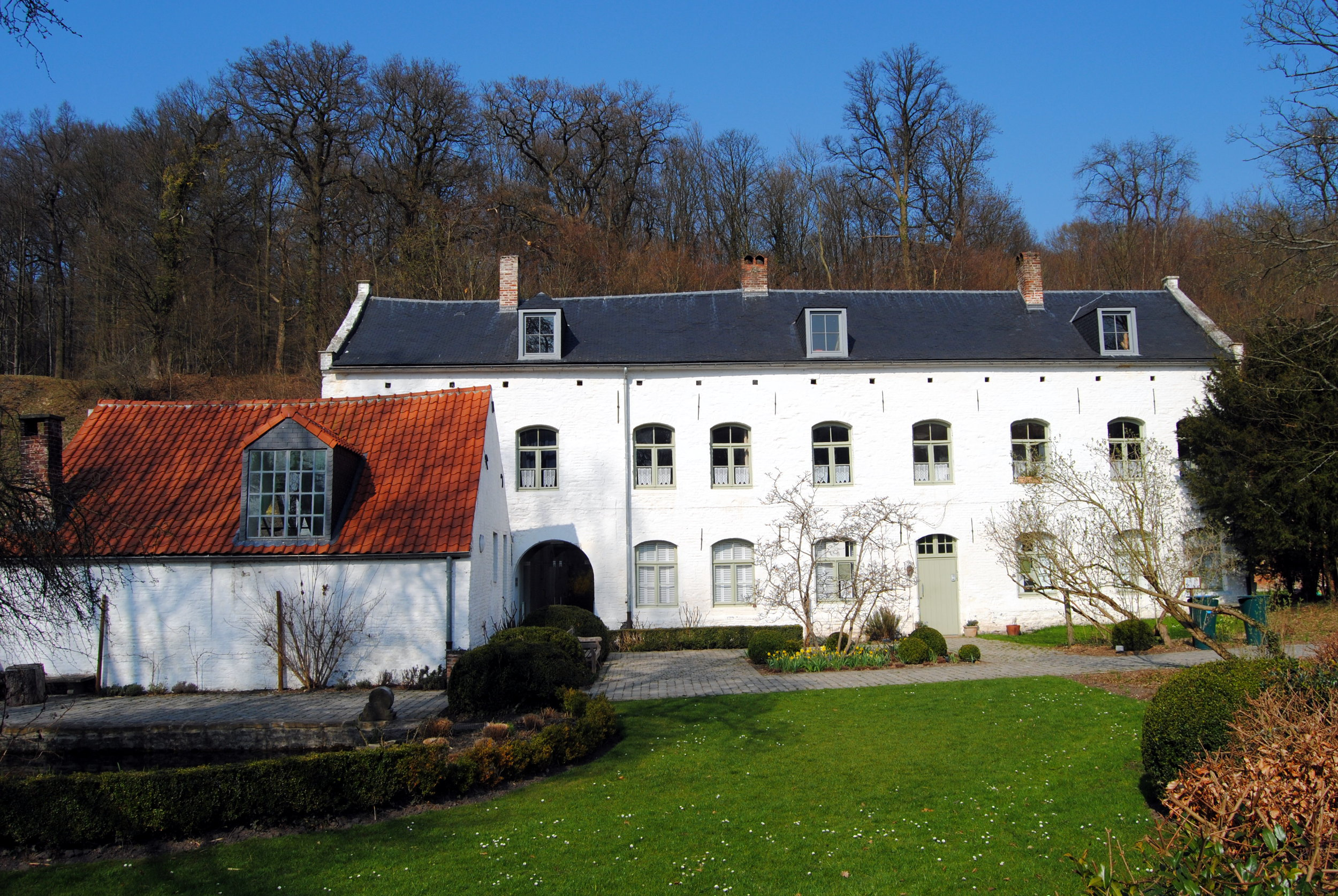
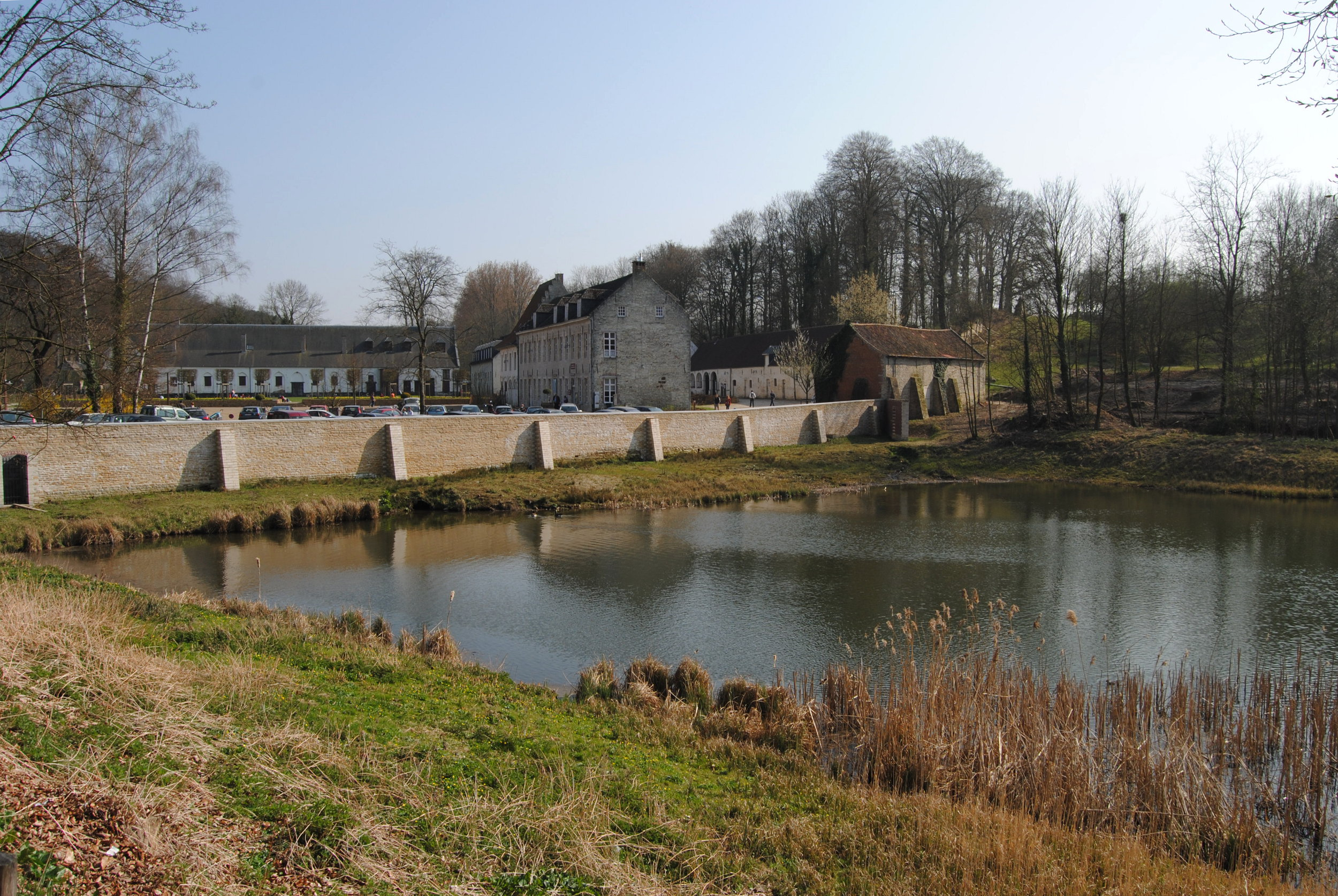
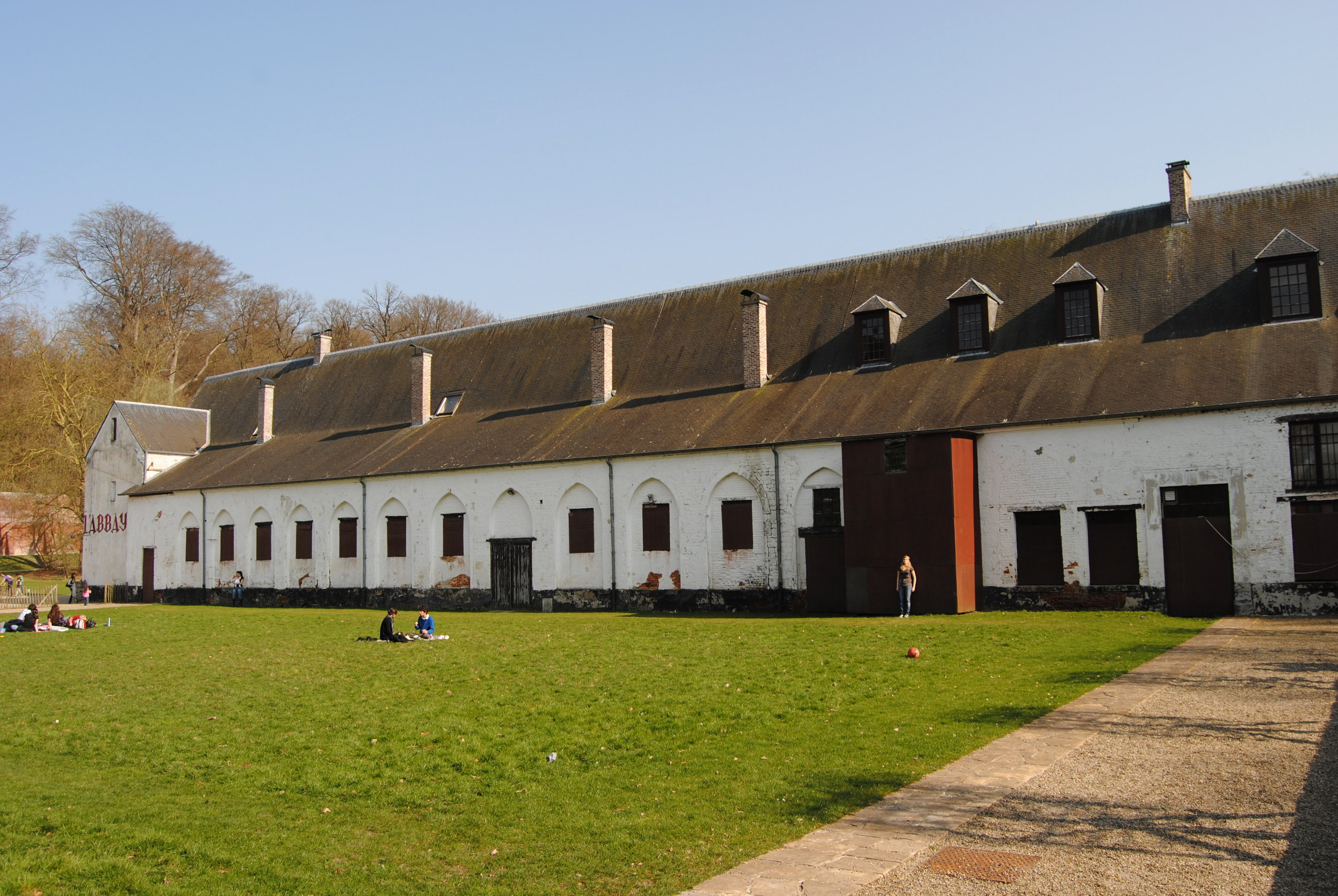
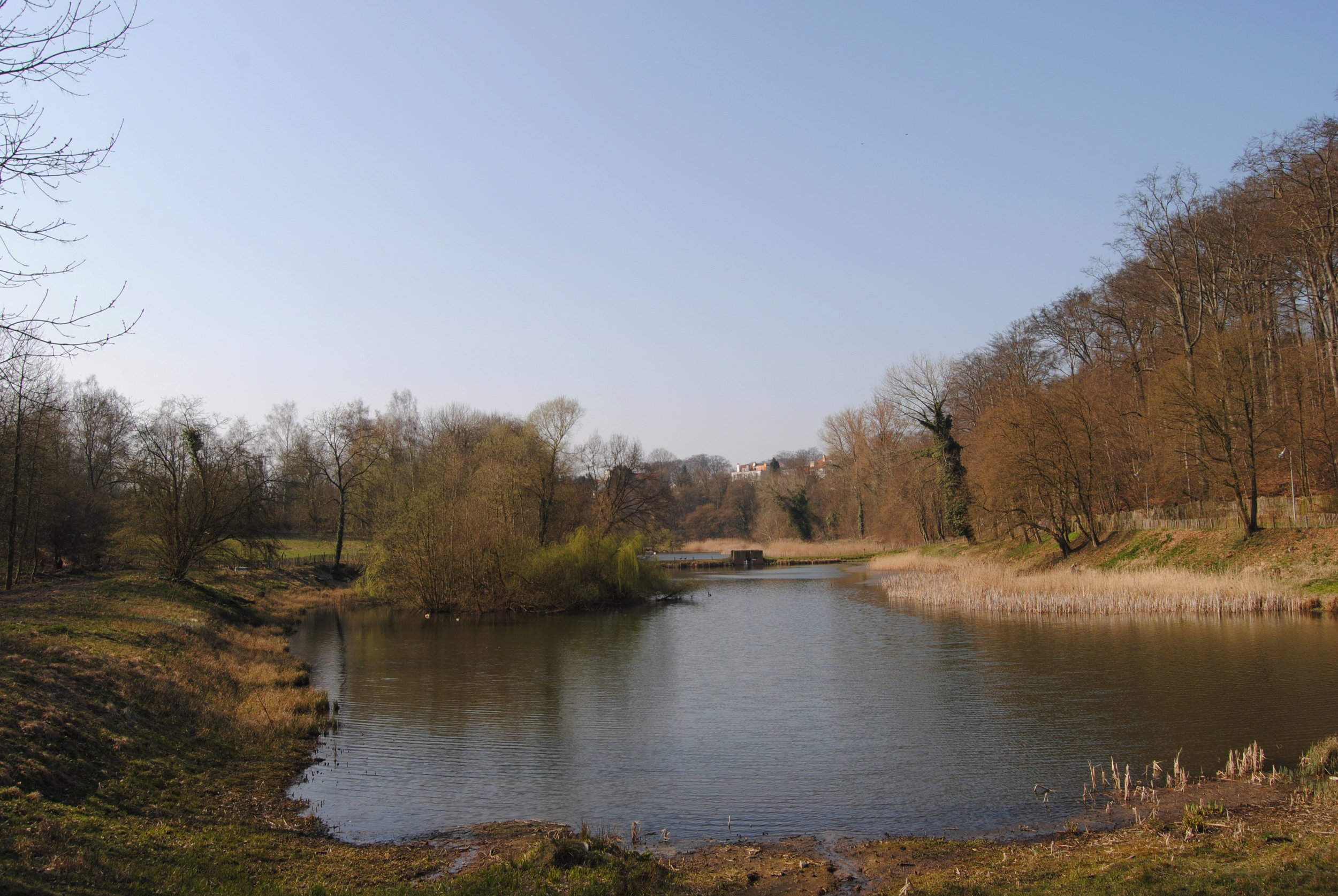
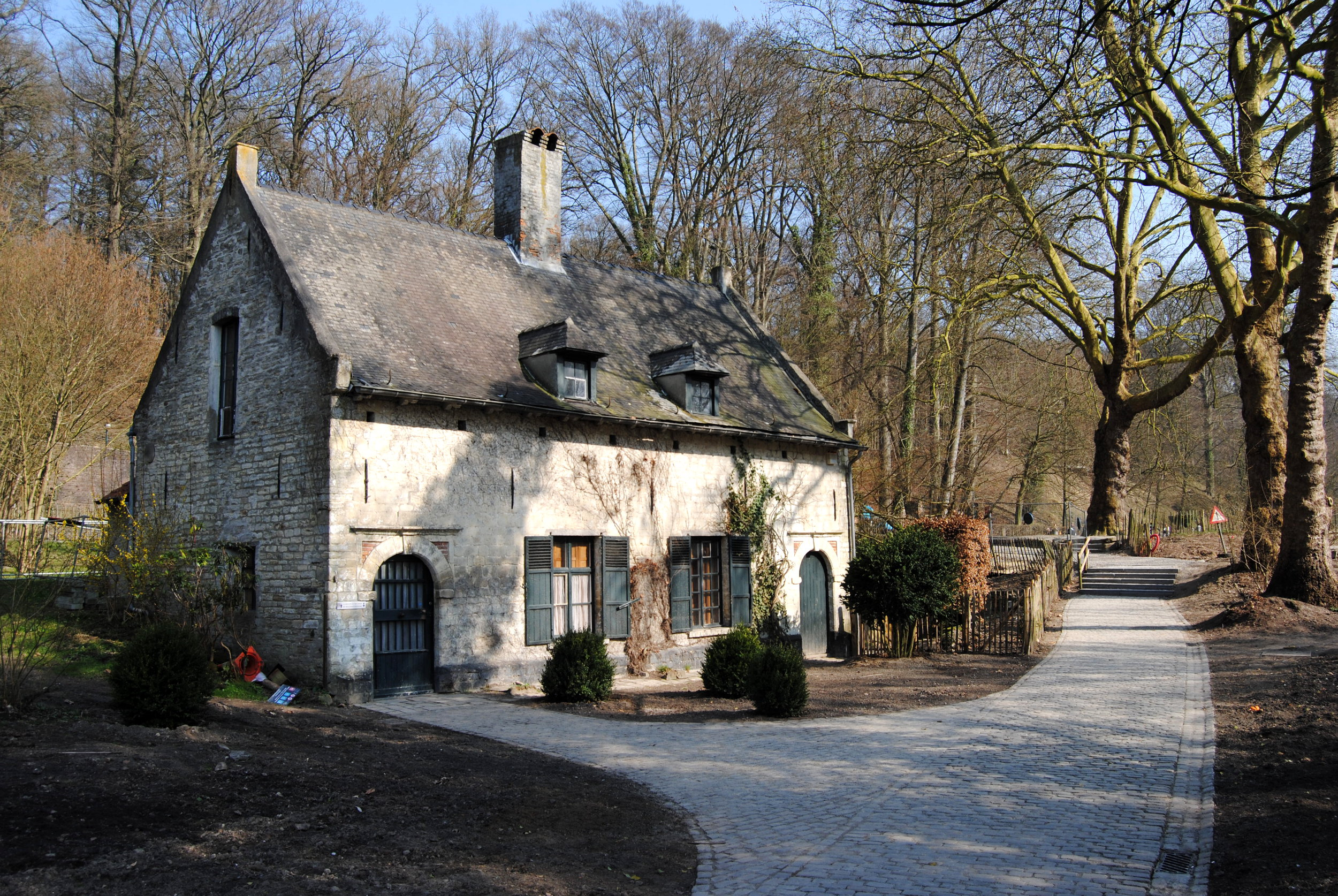
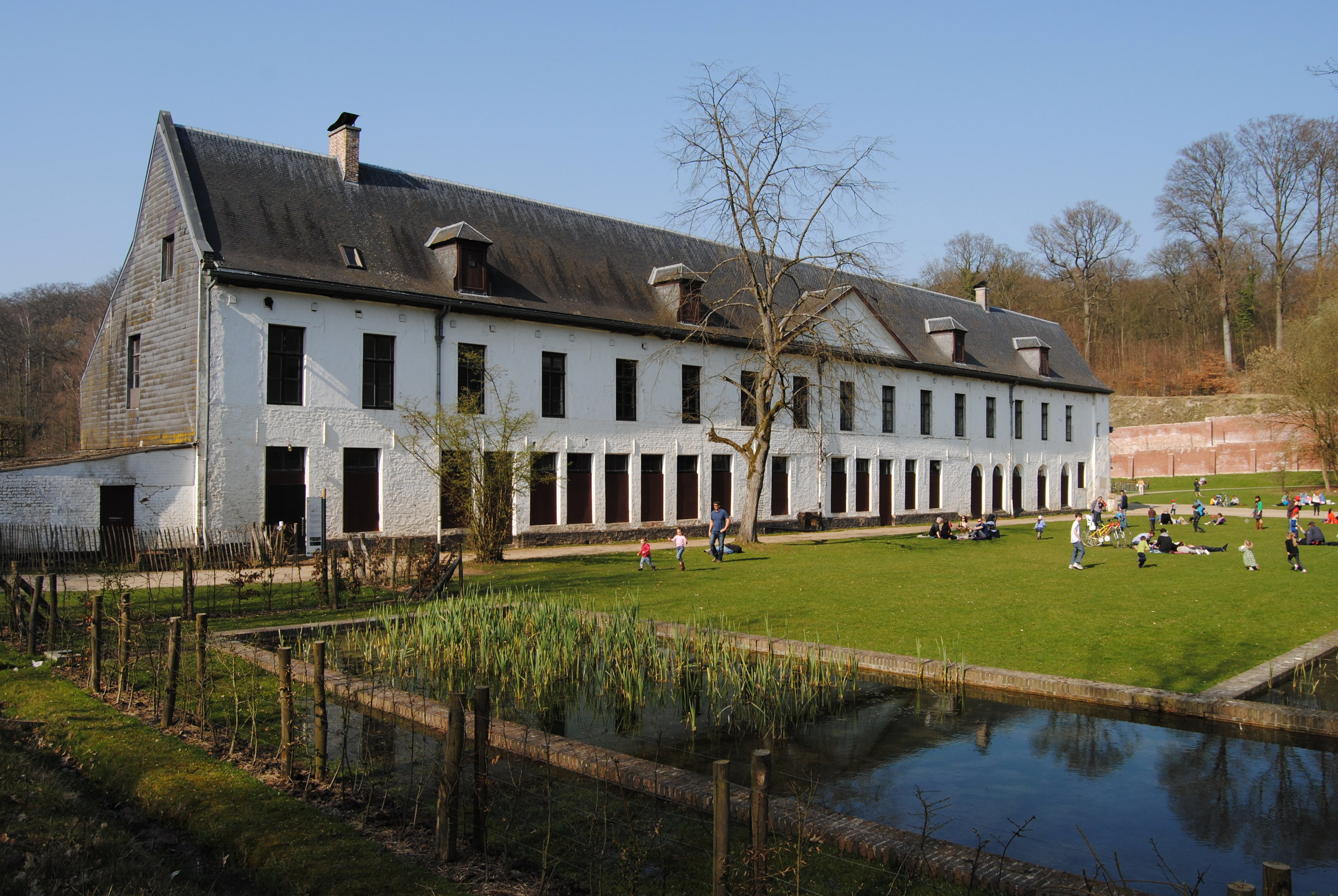
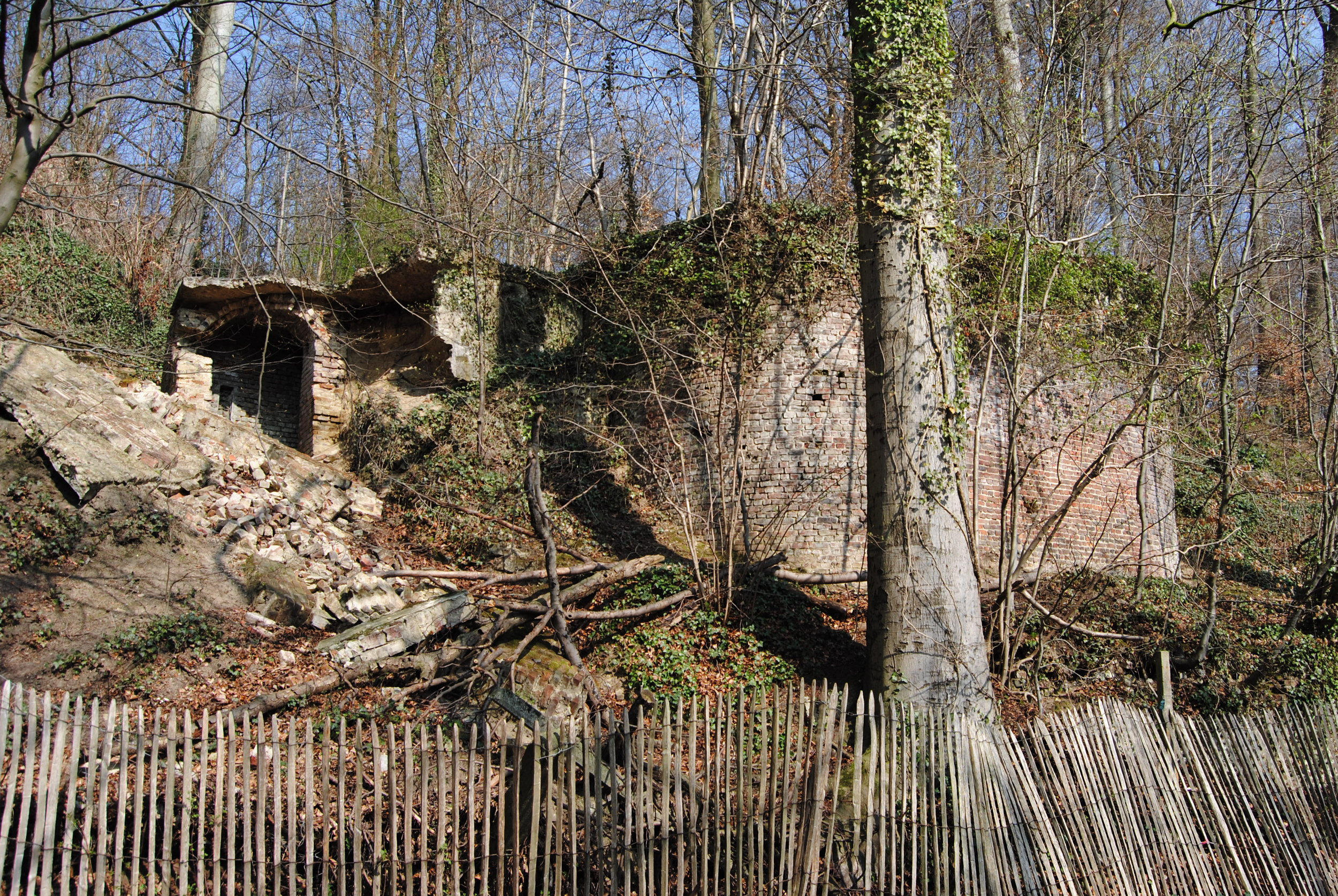
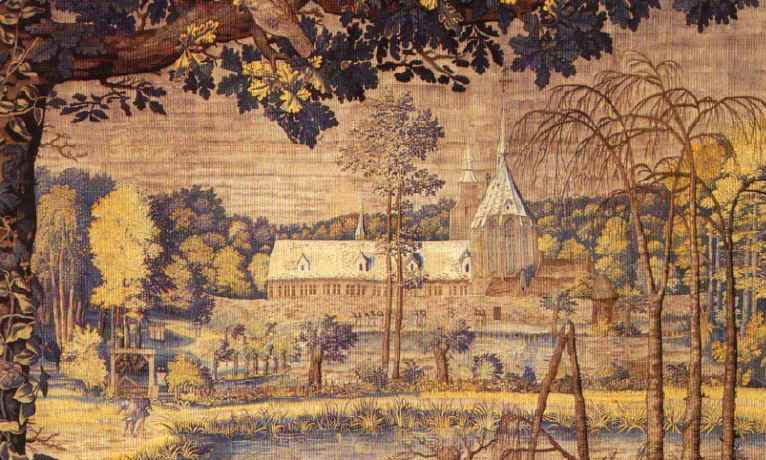
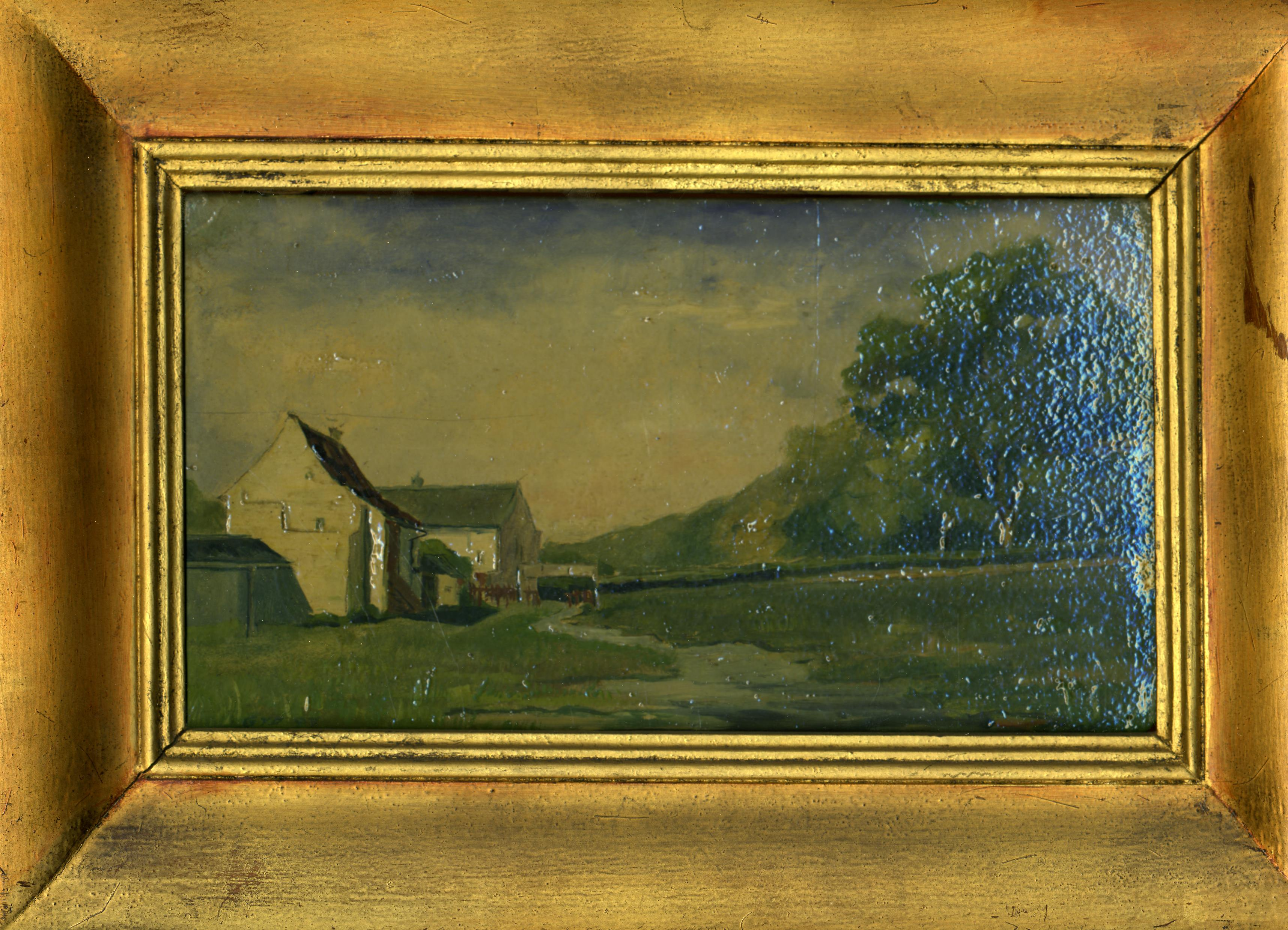
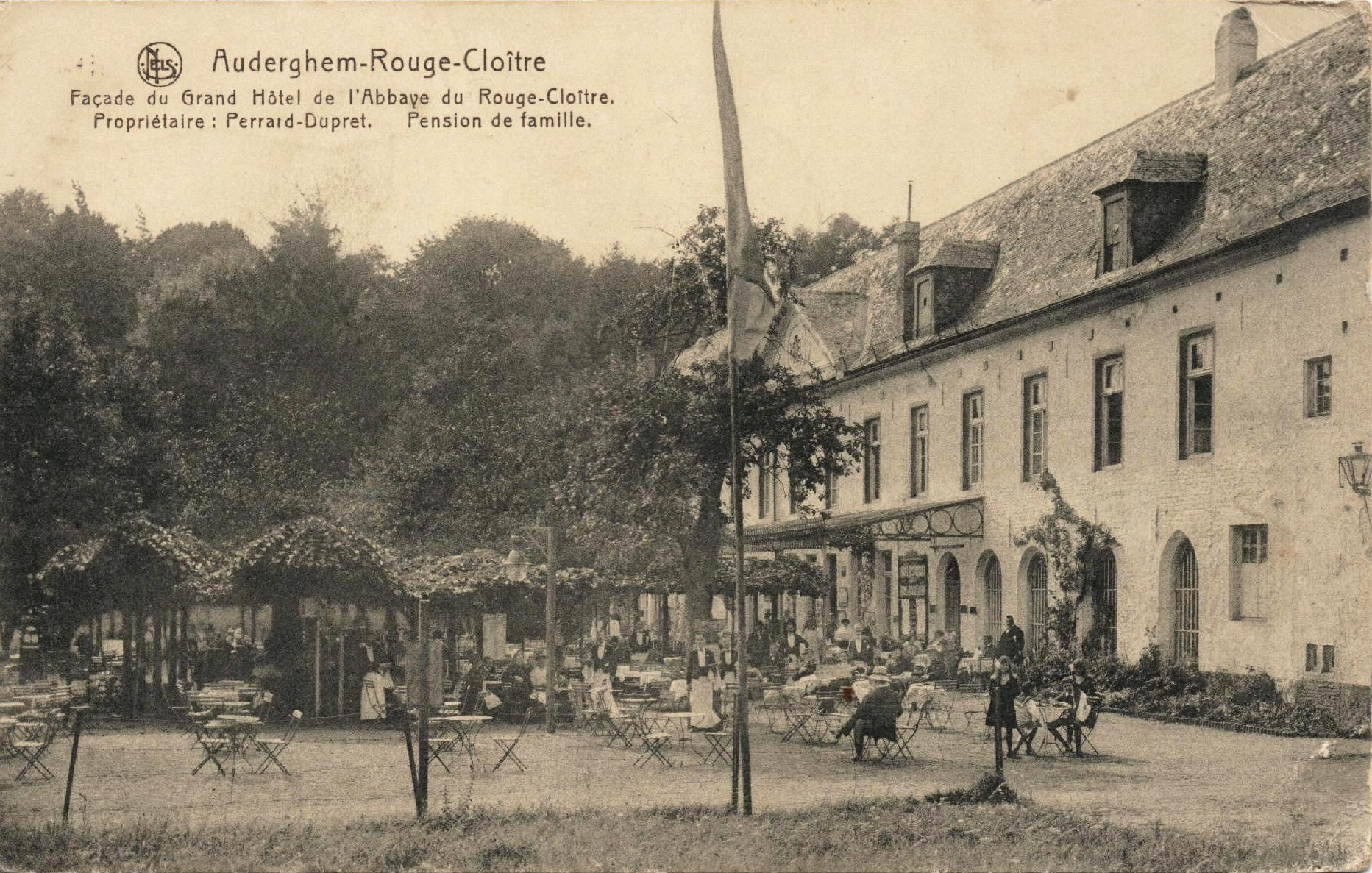